# John Cox Stevens
John Cox Stevens (* 24. September 1785; † 13. Juni 1857) war ein amerikanischer Geschäftsmann und Segler. Er ist vor allem bekannt als Gründer und erster Commodore des New York Yacht Clubs (NYYC) und mitsegelnder Eigner der Yacht America, die 1851 vor der Isle of Wight die britischen Yachten in einer Wettfahrt rund um die Insel haushoch schlug. Die Yacht America gewann den One Hundred Sovereigns Cup und wurde zur Namensgeberin der ältesten und noch heute ausgetragenen Segelregatta, den America’s Cup.

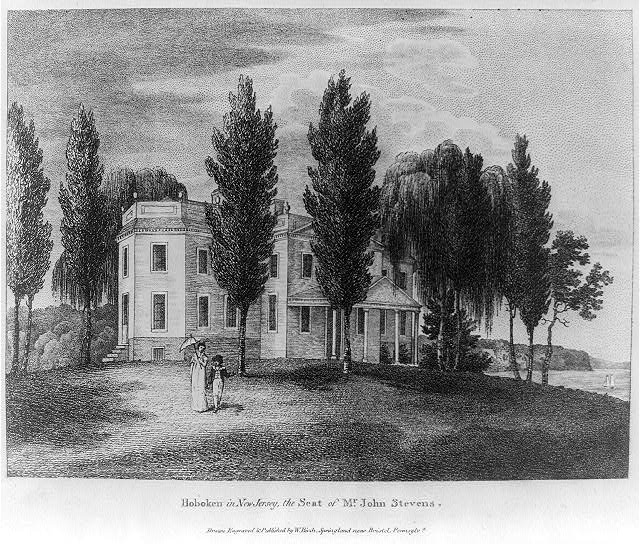
Elterliches Anwesen von 1808 in Castle Point, Hoboken. Heute Sitz des Stevens Institute of Technology

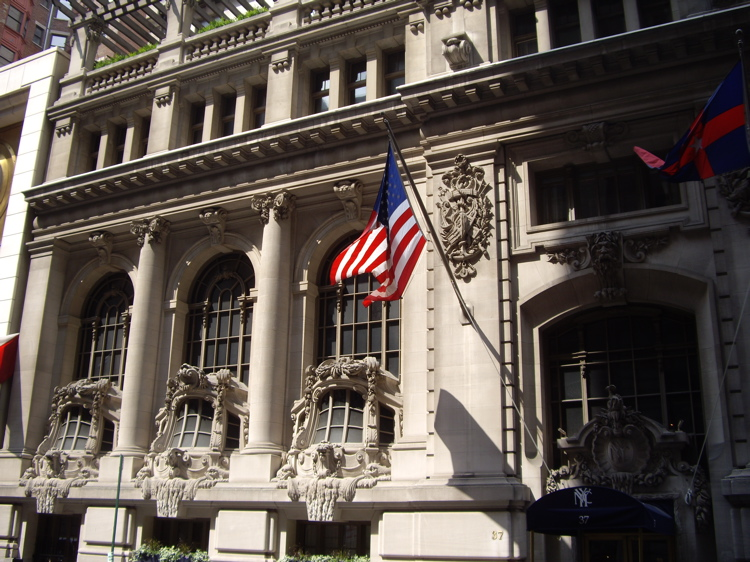
Clubhaus des New York Yacht Club, Manhattan, 44. Straße

John Cox Stevens war der älteste Sohn der einflussreichen Familie Stevens. Sein Vater, der Ingenieur John Stevens, war Veteran im Revolutionskrieg, Pionier der Dampfschifffahrt und Käufer der Ländereien, die den Ursprung des heutigen Hoboken in New Jersey bilden. Seine Mutter Rachel Cox stammte aus New Brunswick. Sein Bruder Robert Livingston Stevens arbeitete als Geschäftsmann und wie der Vater als Ingenieur und Konstrukteur. Sein Bruder Edwin Augustus Stevens gründete per Testament das Stevens Institute of Technology, die viertälteste technische Universität in Amerika, und war in den 1860er Jahren gleichfalls Commodore des NYCC.
John Cox Stevens absolvierte die Columbia University, die er 1803 verließ. Am 27. Dezember 1809 heiratete er  Maria C. Livingston. Stevens war Eigner und Präsident der Fährgesellschaft, die die erste Dampfschiff-Fähre zwischen Hoboken und New York City betrieb. Aus Begeisterung für Dampfschiffe betrieb er eine Werft in Hoboken. Als sportlichstes Mitglied der Familie entwickelte er eine große Leidenschaft für den Segelsport und baute eine Reihe von Yachten. An Bord seiner Yacht Gimcrack wurde er 1844 zum Commodore des New York Yacht Club ernannt, den er zuvor gemeinsam mit acht weiteren Männern gegründet hatte. Mit dem Team seiner Schoner-Yacht America gewann er 1851 den One Hundred Sovereigns Cup. Bei der Rückkehr nach New York stiftete John Stevens den gewonnenen One Hundred Sovereigns Cup dem New York Yacht Club und begründete mit diesem Preis den America’s Cup, der erstmals 1870 vor New York zwischen den Yachten Magic (USA) und Gambria (Großbritannien) ausgetragen wurde (Sieger: Magic). 1994 wurde Stevens in die America’s Cup Hall of Fame aufgenommen.
Stevens Cricket führte in den Vereinigten Staaten ein.

## Pferderennsport
Stevens war zudem Mitglied des ältesten New Yorker Gentlemen-Clubs The Union Club. Als Präsident des Jockey-Clubs Union Course richtete er 1823 das berühmte Nord-Süd-Rennen aus, das das englische Vollblut American Eclipse (benannt nach dem berühmten Rennpferd Eclipse) aus dem Norden gegen Lady Lightfoot aus dem Süden gewann. Das Rennen schürte Spannungen zwischen den Nord- und Südstaaten, denn der Sieg entfachte im Norden eine große Begeisterung für den Pferdesport und blamierte den Süden in seinem Anspruch, in der Zucht und Ausbildung von Rennpferden überlegen zu sein.